# تانیا میهایلووا
تانیا میهایلووا (روسی: Татьяна Михайлова؛ زادهٔ ۱۹ ژوئن ۱۹۸۳) یک خواننده پاپ اهل استونی است.
وی در مسابقه آواز یوروویژن ۲۰۱۴ نماینده کشور استونی بوده و در جایگاه ۱۲ مرحله نیمه نهایی قرار گرفت است.

## نگارخانه

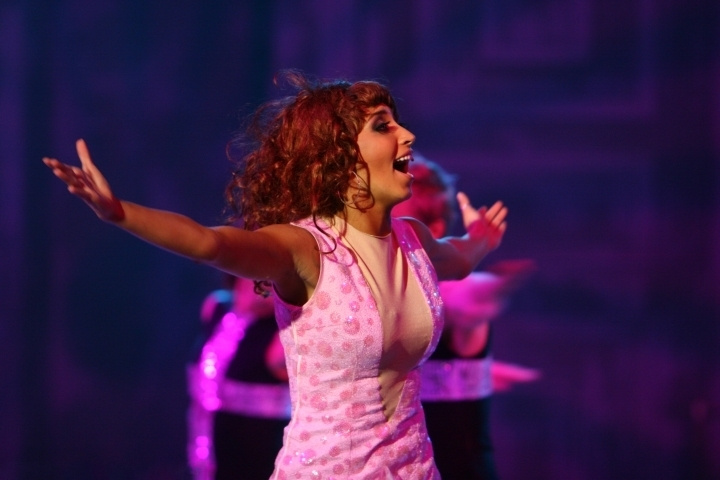
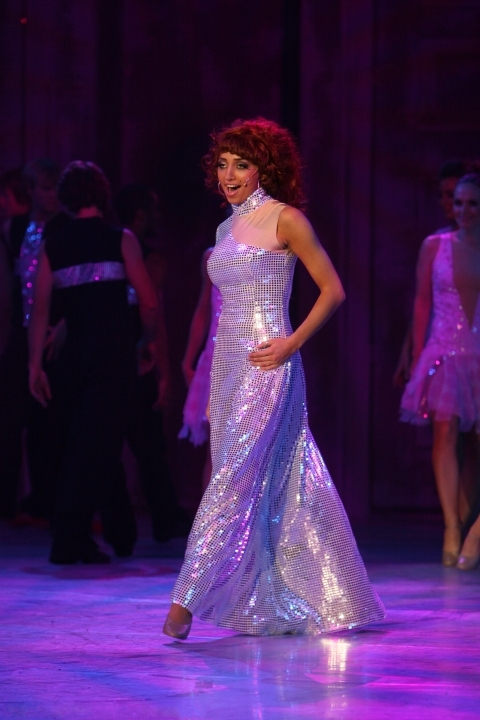
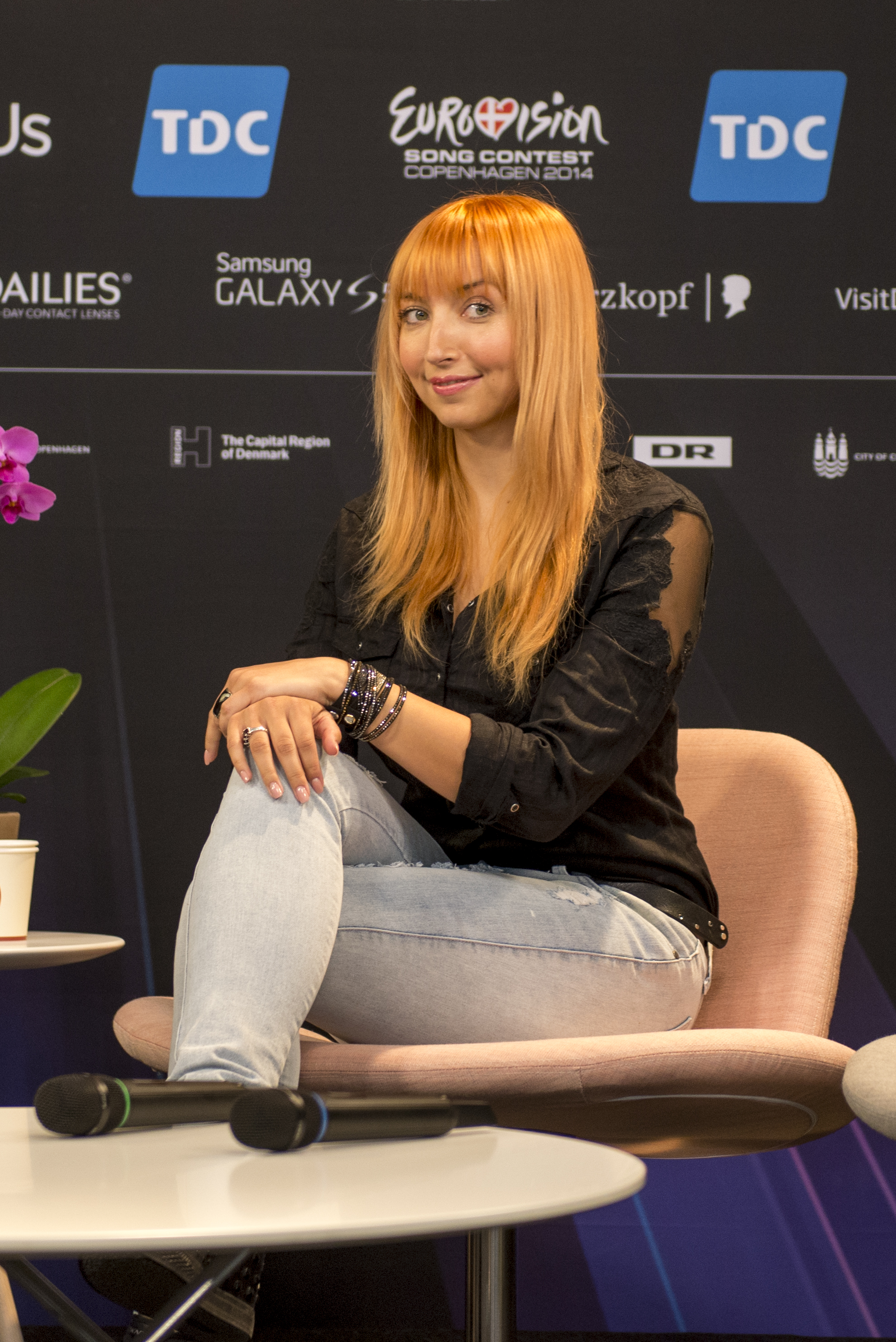

## آلبوم‌ها
- Jz Belle (۲۰۰۴)
- Teemant (۲۰۰۶)
- Gemini (۲۰۱۲)
- Amazing EP (۲۰۱۴)